# Ansatsu Kyoushitsu: Sotsugyō-hen
Ansatsu Kyoushitsu: Sotsugyō-hen (暗殺教室〜卒業編〜, Ansatsu Kyōshitsu: Sotsugyō-hen) é um filme japonês  dos géneros ação, aventura e comédia, realizado por Eiichirō Hasumi e escrito por Tatsuya Kanazawa, sendo uma sequela do filme Ansatsu Kyoushitsu de 2015. Ambos os filmes foram baseados no manga homónimo de Yūsei Matsui. Estreou-se no Japão a 25 de março de 2016 pela Tōhō.

## Elenco
- Ryosuke Yamada como Nagisa Shiota[2]
- Kazunari Ninomiya como Koro-sensei e Deus da Morte[2]
- Masaki Suda como Karma Akabane[2]
- Mirei Kiritani como Aguri Yukimura[2]
- Seika Taketomi como Rio Nakamura[2]
- Mio Yūki como Yukiko Kanzaki[2]
- Miku Uehara como Manami Okuda[2]
- Kanna Hashimoto como Ritsu[2]
- Seishiro Kato como Itona Horibe[2]
- Kang Jiyoung como Irina Jelavić[2]
- Hiroki Narimiya como Kōtarō Yanagisawa[6]
- Kippei Shiina como Tadaomi Karasuma[2]
- Tsuyoshi Abe como assassino de olhos vermelhos[7]

## Produção
O filme foi anunciado em abril de 2015. Os papéis de Mirei Kiritani como Aguri Yukimura e Kazunari Ninomiya como o Deus da Morte foram anunciados em setembro de 2015. O papel de Hiroki Narimiya como Kōtarō Yanagisawa foi anunciado em dezembro de 2015 e o papel de Tsuyoshi Abe como o assassino de olhos vermelhos foi anunciado em janeiro de 2016.
O tema musical do filme é "Sayonara Sensation", interpretado por Sensa-tions.

## Lançamento
A data de estreia do filme foi anunciada em dezembro de 2015. O filme foi lançado no Japão pela Tōhō a 25 de março de 2016.

## Receção
Na semana de estreia, Ansatsu Kyoushitsu: Sotsugyō-hen ficou em primeiro lugar na bilheteira japonesa com 544 641 bilhetes vendidos e seiscentos e trinta e nove milhões de ienes arrecadados. Também voltou a ficar em primeiro lugar na segunda semana, arrecadando 3,5 milhões na bilheteira.